# 簇生柴胡
簇生柴胡（学名：Bupleurum condensatum）是伞形科柴胡属的植物，为中国的特有植物。分布在中国大陆的青海等地，生长于海拔3,000米至3,700米的地区，多生于高山向阳山坡、荒地及河滩，目前尚未由人工引种栽培。

## 异名
- Bupleurum commelynoideum H. Boiss. var. condensatum Shan et Y. Li